# MÁV-Baureihe Bmot 7–8
Die Fahrzeuge der MÁV-Baureihe Bmot 7–8 waren zwei zweiachsige Triebwagen für den Hauptbahnverkehr der Ungarischen Staatsbahnen (MÁV).

## Geschichte
In den 1930er Jahren wurden überall in Europa ähnliche Schienenbusse für bestimmte Einsätze gebaut. Diese Fahrzeuge waren für den Sammler- und Verteilerdienst zwischen den Schnellzügen gedacht. Sie hatten nur einen Führerstand. Da sie keine reguläre Zug- und Stoßeinrichtung besaßen, konnten sie nicht mit anderen Fahrzeugen eingesetzt werden.
Es finden sich keine Hinweise über den Einsatz der Fahrzeuge.

## Technische Angaben
Die Fahrzeuge ähnelten vom Aufbau her dem BBÖ VT 61 (Austro-Daimler), waren in den Abmessungen jedoch länger. Das Design ähnelte einem verkürzten Triebwagen der Bauart Árpád. Sie hatten nur einen Führerstand, der vom Einstiegsraum oder unmittelbar von außen zu erreichen war. Vom etwas außermittig gelegenen Einstiegsraum war der Fahrgastraum mit 36 gepolsterten Sitzen zugänglich. Ausgerüstet war der Schienenbus mit von der Norm abweichenden Blattpuffern. Außerdem besaß er pneumatische und elektrische Schallschutzeinrichtungen, pneumatische Sandstreueinrichtung und eine pneumatische Druckluftbremse, die mit der Handbremse auf dasselbe Gestänge wirkte.
Angetrieben wurde der Schienenbus von einem Achtzylinder-Viertakt-Dieselmotor der Bauart Ganz-Jendrassik. Er arbeitete nach dem Vorkammerverfahren und leistete 96 PS bei 1.600 min−1. Die Kraftübertragung wurde über ein mechanisches Vierganggetriebe realisiert.